# Manganui (rivière de Taranaki)
Modèle:Homonymer
C'est la plus au sud des rivières nommées Manganui  (en anglais : Manganui River) de la Nouvelle-Zélande, qui s’écoule  à travers la région de Taranaki dans l’Île du Nord de la Nouvelle-Zélande.

## Géographie
Elle s’écoule initialement vers l‘est à partir de sa source sur les pentes du Taranaki/Mount Egmonverst, tournant au nord tout près de la ville de ‘Midhirst’ et se rejoindre avec les eaux  du fleuve Waitara 10 kilomètres de la côte de North Taranaki Bight .